# Cho Min-ho
Cho Min-ho (* 4. Januar 1987 in Seoul; † 15. Juni 2022 ebenda) war ein südkoreanischer Eishockeyspieler, der den Großteil seiner Karriere bei Anyang Halla in der Asia League Ice Hockey (ALIH) unter Vertrag stand.

## Karriere
Cho Min-ho begann seine Karriere als Eishockeyspieler in der Mannschaft der Kyung-gi Highschool. Als 18-Jähriger wechselte er für drei Jahre zur Korea University. Durch seinen Auftritt bei der Weltmeisterschaft 2008, als er bei seinem Debütturnier drei der acht Tore der südkoreanischen Mannschaft in der Division I erzielte, wurde Anyang Halla, eine der beiden südkoreanischen Mannschaften in der Asia League Ice Hockey, auf ihn aufmerksam, kam aber im ersten Jahr nicht zum Einsatz. Sowohl 2010, als er zudem als bester junger Spieler der Liga ausgezeichnet wurde, als auch 2011 konnte er mit seinem Team die Meisterschaft erringen. 2013 zog es ihn zu Daemyung Sangmu, der neugebildeten dritten südkoreanischen Mannschaft in der Asia League Ice Hockey. In der Spielzeit 2014/15 fungierte er als Mannschaftskapitän des Teams. 2015 kehrte er zu Anyang Halla zurück und gewann 2016, 2017 und 2018 mit dem Team erneut die Asia League und wurde 2016 selbst in das First Team der Liga gewählt.
Kurz nach einer Reise in die Vereinigten Staaten wurde bei Cho Lungenkrebs diagnostiziert. Die daraufhin eingeleitete Chemotherapie brachte keinen Erfolg, sodass Cho am 15. Juni 2022 im Samsung Medical Center in seiner Heimatstadt Seoul verstarb.

### International
Für Südkorea nahm Cho Min-ho bereits an den U18-Weltmeisterschaften 2004 in der Division II und 2005, als er Topscorer des Turniers wurde, in der Division II teil. Sein Debüt in der Herren-Nationalmannschaft gab er bei der Weltmeisterschaft 2008 in der Division I. Auch 2010, 2011, 2012, 2013, 2014, 2015, 2016, 2017 und 2019 spielte er in der Division I. Bei der Weltmeisterschaft 2018 spielte er erstmals in der Top-Division, konnte dort aber die Klasse nicht halten.
Bei den Winter-Asienspielen 2011 gewann er mit der südkoreanischen Mannschaft hinter Kasachstan und Japan die Bronzemedaille. Sechs Jahre später belegte er bei den Winter-Asienspielen 2017 mit den Südkoreanern Platz zwei hinter Kasachstan. Zudem vertrat er seine Farben beim Qualifikationsturnier für die Olympischen Winterspiele 2014 in Sotschi und dem Qualifikationsturnier für die Olympischen Winterspiele 2022 in Peking sowie bei den Olympischen Winterspielen 2018 in Pyeongchang, bei denen die Südkoreaner als Gastgeber direkt teilnahmeberechtigt waren.

## Erfolge und Auszeichnungen
| - 2010 Gewinn der Asia League Ice Hockey mit Anyang Halla - 2010 Bester junger Spieler der Asia League Ice Hockey - 2011 Gewinn der Asia League Ice Hockey mit Anyang Halla - 2016 Gewinn der Asia League Ice Hockey mit Anyang Halla | - 2016 Asia League Ice Hockey First All-Star Team - 2017 Gewinn der Asia League Ice Hockey mit Anyang Halla - 2018 Gewinn der Asia League Ice Hockey mit Anyang Halla |

### International
| - 2005 Aufstieg in die Division I bei der U18-Junioren-Weltmeisterschaft der Division II, Gruppe A - 2005 Topscorer der U18-Junioren-Weltmeisterschaft der Division II, Gruppe A - 2005 Bester Torschütze der U18-Junioren-Weltmeisterschaft der Division II, Gruppe A - 2011 Bronzemedaille bei den Winter-Asienspielen 2011 - 2012 Aufstieg in die Division I, Gruppe A, bei der Weltmeisterschaft der Division I, Gruppe B | - 2015 Aufstieg in die Division I, Gruppe A, bei der Weltmeisterschaft der Division I, Gruppe B - 2017 Silbermedaille bei den Winter-Asienspielen - 2017 Aufstieg in die Top-Division bei der Weltmeisterschaft der Division I, Gruppe A |